# Josias von Heeringen
Josias Oskar von Heeringen (Kassel, 9. ožujka 1850. – Berlin, 9. listopada 1926.) je njemački general i vojni zapovjednik. Tijekom Prvog svjetskog rata zapovijedao je njemačkom 7. armijom na Zapadnom bojištu, te Zapovjedništvom obalne obrane.

## Obitelj
Josias von Heeringen je rođen 9. ožujka 1850. godine u Kasselu. Sin je Josiasa von Heeeringena starijeg, i Karoline von Heeringen rođ. Starckloff. Godine 1874. u Wiesbadenu je sklopio brak s Augustom von Derwall s kojom je imao četiri sina i dvije kćeri. Inače, Josiasov mlađi brat August von Heeringen također je odabrao vojnu karijeru, te je kao mornarički časnik obnašao važne dužnosti u njemačkoj mornarici, između ostalog, i načelnika Admiralštaba.

## Vojna karijera
Heeringen je u vojsku stupio kad kadet služeći u 1. streljačkoj pukovniji "von Gerdsdorf" u Wiesbadenu. Služeći u navedenoj pukovniji sudjeluje u Prusko-francuskom ratu u kojem je ranjen u Bitci kod Wörtha i u kojem je odlikovan Željenim križem. U lipnju 1873. promaknut je u čin poručnika, dok od 1879. služi u Glavnom stožeru. Tijekom službe u Glavnom stožeru, u svibnju 1880., unaprijeđen je u čin satnika. Od 1882. nalazi se na službi u stožeru XI. korpusa sa sjedištem u Kasselu, nakon čega je, od 1884., premješten u stožer 22. pješačke divizije koja je također bila smještena u Kasselu. U ožujku 1887. promaknut je u čin bojnika, te raspoređen u prusko ministarstvo rata. U ministarstvu rata nalazi se na službi iduće tri godine, do 1890., kada postaje zapovjednikom bojne u 3. tjelesnoj pješačkoj pukovniji "Grossherzogin". U lipnju 1892. dostiže čin potpukovnika, a te iste godine je raspoređen na službu u Glavni stožer. U Glavnom stožeru nalazi se na službi iduće tri godine, do 1895., kada je imenovan zapovjednikom 3. tjelesne pješačke pukovnije "Grossherzogin". Te iste godine, u svibnju, unaprijeđen je u čin pukovnika.

Godine 1898. ponovno je premješten na službu u ministarstvo rata gdje obnaša dužnost načelnika upravnog odjela za vojsku. Tijekom službe u ministarstvu rata, promaknut je i to u srpnju 1898. u čin general bojnika, a u srpnju 1901. u čin general poručnika. Početkom siječnja 1903. postaje zapovjednikom 22. pješačke divizije sa smještene u Kasselu kojom zapovijeda do rujna 1906. kada preuzima zapovjedništvo nad II. korpusom sa sjedištem u Stettinu. Istodobno s tim imenovanjem unaprijeđen je i u čin generala pješaštva. 
U kolovozu 1909. Heeringen je imenovan pruskim ministrom rata zamijenivši na tom mjestu Karla von Einema. Kao ministar rata protivio se planovima načelnika Glavnog stožera Helmutha von Moltkea i njegovog načelnika mobilizacijskog odjela Ericha Ludendorffa o povećanju vojske u vrijeme mira s 670.000 na 970.000 vojnika smatrajući da Njemačka nije dovoljno ekonomski jaka da financira takvo povećanje. Uspio je dna svoju stranu pridobiti cara Wilhelma i kancelara Bethmann-Hollwega, te u lipnju 1913. donijeti zakon koji je predviđao povećanje vojske za umjesto planiranih 300.000, za 117.000 vojnika. Navedeni zakon uzrokovao je nezadovoljstvo u njemačkim vojnim krugovima koji su smatrali da navedeno povećanje vojske nije dovoljno za vođenje rata koji će uslijediti. Donošenjem zakona nisu prestale nesuglasice između ministarstva rata i Glavnog stožera, zbog čega je Heeringen od cara zatražio da ga razriješi dužnosti kojem zahtjevu je car udovoljio. Imenovan je zapovjednikom II. vojnog okruga sa sjedištem u Berlinu na kojoj dužnosti je dočekao i početak Prvog svjetskog rata. U međuvremenu je, u siječnju 1914., promaknut u čin general pukovnika.

## Prvi svjetski rat
Na početku Prvog svjetskog rata Heeringen dobiva zapovjedništvo nad njemačkom 7. armijom. Zapovijedajući istom na samom početku rata u kolovozu 1914. u Bitci kod Mulhousea odbija francuski napad na Alsace. Jedanko tako, uspješno odbija i francuski napad u Bitci u Loreni, nakon čega sa 7. armijom sudjeluje i u Prvoj bitci na Aisnei. Za navedeno je 28. kolovoza 1915. odlikovan i ordenom Pour le Mérite. Nakon dvije godine zapovijedanja nad 7. armijom, Heeringen u kolovozu 1916. dolazi na čelo Zapovjedništva obalne obrane naslijedivši na tom mjestu Ludwiga von Falkenhausena. Navedenu dužnost obnaša sve do kraja rata.

## Poslije rata
Nakon završetka rata Heeringen se posvetio brizi o veteranima rata, te je do svoje smrti bio predsjednik društva Kyfthaeuser. U rujnu 1914. proglašen je počasnim građaninom Kassela. Preminuo je 9. listopada 1926. godine u Berlinu gdje je i pokopan.

## Vanjske poveznice
(eng.) Josias von Heeringen na stranici First World War.com

(eng.) Josias von Heeringen na stranici Prussianmachine.com

(njem.) Josias von Heeringen na stranici Deutschland14-18.de

(njem.) Josias von Heeringen na stranici Deutsche-biographie.de
| Prethodnik: | Zapovjednik 7. armije Josias von Heeringen | Nasljednik:          |
| nitko       | Zapovjednik 7. armije Josias von Heeringen | Richard von Schubert |

| Prethodnik:             | Zapovjednik obalne obrane Josias von Heeringen | Nasljednik: |
| Ludwig von Falkenhausen | Zapovjednik obalne obrane Josias von Heeringen | nitko       |